# Vitry-en-Montagne
Vitry-en-Montagne é uma comuna francesa na região administrativa da Champanha-Ardenas, no departamento de Haute-Marne. Estende-se por uma área de 9,53 km². Em 2010 a comuna tinha 22 habitantes (densidade: 2,3 hab./km²).